# Juan Pajota
Juan Pajota százados (~1914 – 1976) Fülöp-szigeteki gerillavezér volt a második világháborúban, aki a szövetséges csapatokat segítette a japánokkal szemben. Kiemelkedő szerepet vállalt a cabanatuani fogolytábor felszabadításában.

## Élete
Juan Pajota Nueva Ecijában élt, amikor csatlakozott az Amerikai Egyesült Államok távol-keleti hadseregéhez, a bataani visszavonulás idején. Később a gerillák vezetője lett.
1945. január 30-án közreműködött a cabanatuani fogolytábor felszabadításában. Elsődleges feladata az volt, hogy megakadályozza a táborhoz siető japán erősítés átkelését a Cabu-folyó hídjánál. Pajotát és gerilláit Bronzcsillaggal tüntette ki az Egyesült Államok.
A parancsnok sok segítséget nyújtott helyismerete révén. Információinak köszönhetően halasztották el a tábor elleni támadást az amerikaiak egy nappal, és így elkerülték, hogy komoly japán erők állomásozzanak a létesítmény közvetlen közelében. Szintén Pajota javasolta, hogy egy amerikai repülőgép vonja el az őrök figyelmét, miközben a szövetséges katonák megközelítik az objektumot. A gerillavezér szervezte meg a vízibivalyokkal húzott szekerek konvoját, amely elvitte a legyengült, beteg foglyokat az amerikai vonalakig.
A második világháború után Juan Pajota az Amerikai Egyesült államokba költözött, ahol 1976-ban szívroham következtében halt meg.

## Fordítás
- Ez a szócikk részben vagy egészben  a   Juan Pajota című angol Wikipédia-szócikk fordításán alapul.  Az eredeti cikk szerkesztőit annak laptörténete sorolja fel. Ez a jelzés csupán a megfogalmazás eredetét és a szerzői jogokat jelzi, nem szolgál a cikkben szereplő információk forrásmegjelöléseként.